# 7 deseos
7 deseos (originalmente en inglés, Wish Upon) es una película de terror sobrenatural estadounidense dirigida por John R. Leonetti, escrita por Barbara Marshall y protagonizada por Joey King, Ki Hong Lee, Sydney Park, Elisabeth Röhm y Ryan Phillippe.
Fue estrenada en cines el 14 de julio de 2017 por Broad Green Pictures y Orion Pictures.

## Argumento
Clare Shannon, una joven de 17 años, está obsesionada por el recuerdo del suicidio de su madre. Su padre, Jonathan, un exmúsico y acaparador compulsivo que recolecta cosas en los basureros como hobby, encuentra una caja musical china y se la da como regalo de cumpleaños. Clare descifra una de las numerosas inscripciones en la caja como «7 deseos», y desea distraídamente que Darcie, su matona de la escuela, se «pudra», en cuyo momento Darcie desarrolla fascitis necrosante y es admitida en la UCI. Ese mismo día, el perro de Clare, Max, muere en el sótano de su casa después de haber sido comido vivo por ratas. Clare se da cuenta de que la caja otorga deseos, pero no comprende que sus deseos tengan consecuencias.
Clare desea por segunda vez que un chico popular llamado Paul se enamore de ella. Como resultado, su tío rico muere. Al escuchar la noticia de su muerte, Clare desea que ella esté en el testamento. Su tío le deja todo a Clare. En consecuencia, la Sra. Deluca, una vecina amiga, sufre un accidente fatal. Clare solicita la ayuda de su compañero de clase, Ryan Hui, para descifrar los símbolos. La prima de Ryan, llamada Gina, ayuda a descubrir que el significado de los símbolos otorga siete deseos con consecuencias. El cuarto deseo de Clare es que su padre deje de buscar en los basureros e inmediatamente tenga un cambio de personalidad. Poco después, Gina descifra el significado de la frase que dice «Cuando la música termina, se paga el precio con sangre». Después de que le advierte a Ryan, ella muere. Ryan encuentra el cuerpo de Gina y confronta a Clare sobre pedir deseos, lo cual ella niega.
Clare desea por quinta vez que sea popular, pero Clare pronto no está contenta con la atención consiguiente y pierde su relación con sus amigas. Como consecuencia del deseo, Meredith se queda atrapada en un ascensor y, cuando el cable se quiebra, cae hacia su muerte.
Ryan revela que después de que se conceda el séptimo deseo, la caja de música reclamará el alma del dueño. Los intentos de destruir la caja no tienen éxito. Además, debido a que June ha robado la caja, Clare pierde su popularidad y todo lo demás que ella deseaba. Clare recupera la caja y su sexto deseo es que su madre nunca se haya suicidado. La madre de Clare llama a la puerta de su dormitorio junto con dos hermanas menores. Clare luego fisgonea en las pinturas de su madre y ve una imagen de la caja musical. Ella concluye que su madre fue una de las dueñas anteriores de la caja musical y que debe haber sido la razón de su suicidio.
Cuando Clare se da cuenta de que su padre paga el precio del sexto deseo, el séptimo deseo de Clare es volver al día en que su padre encontró la caja. Al impedir que su padre encuentre la caja y al borrar todo lo que sucedió, Clare le pide a Ryan que entierre la caja. Clare cree que todo está bien, pero ella muere cuando su matona, Darcie, accidentalmente la golpea con su auto, para pagar el precio final con sangre. La caja musical se puede escuchar después de la muerte de Clare, lo que indica que el séptimo deseo de invertir el tiempo se equilibraría con su propia muerte.
En los créditos finales, Ryan se prepara para enterrar la caja musical, pero queda intrigado por la inscripción y comienza a pensar.

## Reparto
| Actor              | Personaje            |
| ------------------ | -------------------- |
| Joey King          | Clare Shannon        |
| Raegan Revord      | una joven Clare      |
| Ki Hong Lee        | Ryan Hui             |
| Sydney Park        | Meredith McNeil      |
| Shannon Purser     | June Acosta          |
| Sherilyn Fenn      | la Sra. Deluca       |
| Elisabeth Röhm     | Johanna Shannon      |
| Ryan Phillippe     | Jonathan Shannon     |
| Josephine Langford | Darcie Chapman       |
| Mitchell Slaggert  | Paul Middlebrook     |
| Alice Lee          | Gina Hsu             |
| Victor Sutton      | August Shannon       |
| Kevin Hanchard     | Carl Morris          |
| Jerry O'Connell    | Alex (sin acreditar) |

## Producción
El borrador del guion fue votado en la web de encuestas: Black List en 2015. El 27 de julio de 2016, se anunció que Wish Upon sería dirigida por John R. Leonetti. La película será producida por Sherryl Clark de su compañía de producción, Busted Shark Productions, y está escrito por Barbara Marshall. En agosto de 2016, Joey King fue elegida en la película como el papel principal. La película comenzó la producción en noviembre de 2016 en Toronto. El 9 de noviembre de 2016, se anunció que, Ki Hong Lee se había unido al reparto.

## Lanzamiento
A partir del 23 de julio de 2017, Wish Upon ha recaudado $10.5 millones en Estados Unidos y Canadá, y $3.1 millones en otros territorios por un total mundial de $13.6 millones, contra un presupuesto de producción de $12 millones.
La película se fijó para ser lanzado en los cines el 14 de julio de 2017. El primer tráiler de la película fue lanzado el 9 de febrero de 2017. El segundo tráiler debutó el 22 de marzo de 2017. El tercer tráiler de la película fue lanzado el 22 de mayo de 2017.

### Marketing
Broad Green Pictures está otorgando 7 deseos a un fan a través del sitio web oficial de la película.

## Recepción

### Taquilla
En Norteamérica, Wish Upon fue lanzado junto a War for the Planet of the Apes, así como la amplia expansión de The Big Sick, se proyecta recaudar de $ 8 a 10 millones de 2.100 cines en su primer fin de semana. Hizo $376.000 de las previsiones de la noche del jueves en 1.659 teatros y $2.3 millones en su primer día. Pasó a debutar a sólo $5.6 millones, terminando #7 en la taquilla.

### Críticas
En Rotten Tomatoes, la película tiene una calificación de aprobación del 28% sobre la base de 31 revisiones, con una calificación promedio de 3.5/10. El consenso crítico del sitio dice, "7 Deseos no es aterradora u original, pero sus fallas fundamentales como una película horror probablemente la destinarán como un entretenimiento de medianoche en los campamentos organizados por entusiastas del género." En Metacritic, que asigna una calificación normalizada, la película tiene una puntuación de 29 de  100, basada en 19 críticas, lo que indica "revisiones generalmente desfavorables".